# Монте Коголин (Виченца)
Монте Коголин је насеље у Италији у округу Виченца, региону Венето.
Према процени из 2011. у насељу је живело 6 становника. Насеље се налази на надморској висини од 1171 м.